# Alibori
11°07′43″N 2°56′13″Ø / 11.128611°N 2.936944°Ø
Alibori er det største og nordligste af Benins 12 departementer, med et areal på 25.683 km² og en befolkning på 595.196 (2006). Departementet er inddelt i seks kommuner; Banikoara, Gogounou, Kandi, Karimama, Malanville og Segbana. Departementet grænser til Burkina Faso i nordvest, Niger i nord og Nigeria i øst, samt departementerne Atakora og Borgou i henholdsvis sydvest og syd.